# Есперс
Есперс (фр. Esperce) насеље је и општина у јужној Француској у региону Миди Пирене, у департману Горња Гарона која припада префектури Мире.
По подацима из 2011. године у општини је живело 242 становника, а густина насељености је износила 14,74 становника/km². Општина се простире на површини од 16,42 km². Налази се на средњој надморској висини од 321 метар (максималној 334 m, а минималној 216 m).

## Демографија
| 1962. | 1968. | 1975. | 1982. | 1990. | 1999. | 2011. |
| ----- | ----- | ----- | ----- | ----- | ----- | ----- |
| 137   | 220   | 201   | 176   | 186   | 210   | 242   |

График промене броја становника у току последњих година